# Сікуж (Мазовецьке воєводство)
Сікуж (пол. Sikórz) — село в Польщі, у гміні Брудзень-Дужий Плоцького повіту Мазовецького воєводства.
Населення — 960 осіб (2011).
У 1975-1998 роках село належало до Плоцького воєводства.

## Демографія
Демографічна структура станом на 31 березня 2011 року:
|          | Загалом | Допрацездатний вік | Працездатний вік | Постпрацездатний вік |
| -------- | ------- | ------------------ | ---------------- | -------------------- |
| Чоловіки | 497     | 128                | 323              | 46                   |
| Жінки    | 463     | 113                | 261              | 89                   |
| Разом    | 960     | 241                | 584              | 135                  |